# Holland's Next Top Model, seizoen 8
Het achtste seizoen van Holland's Next Top Model (HNTM), een Nederlands realityprogramma van RTL 5, startte op 31 augustus 2015.
Ook dit seizoen wordt gepresenteerd door Anouk Smulders. De jury bestaat ook dit jaar uit Anouk Smulders, May-Britt Mobach en Dirk Kikstra. Holland's Next Top Model is geproduceerd door Endemol Nederland Media Groep B.V.

## Modellen
(de leeftijden zijn van het moment van opname)
| Kandidaat             | Leeftijd | Woonplaats               | Lengte | Resultaat                           |
| --------------------- | -------- | ------------------------ | ------ | ----------------------------------- |
| Eline Stapel          | 20       | Wognum, Noord-Holland    | 1.79 m | Gediskwalificeerd in Aflevering 1   |
| Mandy Fiege           | 22       | Hoorn, Noord-Holland     | 1.81 m | Gestopt in Aflevering 2             |
| Fleurine van Dalen    | 21       | Leusden, Utrecht         | 1.81 m | Geëlimineerd in Aflevering 2        |
| Demi Leussink         | 20       | Zutphen, Gelderland      | 1.80 m | Geëlimineerd in Aflevering 3        |
| Yara Fay Burgers      | 21       | Arnhem, Gelderland       | 1.77 m | Geëlimimeerd in Aflevering 4        |
| Amy Selena van Hattem | 16       | Zoetermeer, Zuid-Holland | 1.75 m | Geëlimimeerd in Aflevering 5        |
| Jackie Hendrix        | 21       | Venlo, Limburg           | 1.80 m | Geëlimineerd in Aflevering 6        |
| Laurie Kruitbosch     | 21       | Apeldoorn, Gelderland    | 1.78 m | Geëlimineerd in Aflevering 7        |
| Sterre Noa Groot      | 19       | Oostwoud, Noord-Holland  | 1.82 m | Geëlimineerd in Aflevering 7        |
| Celine Koningstein    | 19       | Utrecht, Utrecht         | 1.80 m | Eerste geëlimineerd in Aflevering 9 |
| Lisa Kapper           | 16       | Ovezande, Zeeland        | 1.77 m | Tweede geëlimineerd in Aflevering 9 |
| Rachel Swaab          | 22       | Amsterdam, Noord-Holland | 1.75 m | Runner-up                           |
| Loiza Lamers          | 20       | Driel, Gelderland        | 1.83 m | Winnaar                             |